# Йохан I фон Нойенар-Зафенберг
Йохан I фон Нойенар-Зафенберг (на немски: Johann I von Neuenahr-Saffenberg; * пр. 1276; † сл. 1306) от фамилията на графовете на Графство Нойенар, е господар на Рйозберг (днес част от град Борнхайм в Северен Рейн-Вестфалия)и замък Зафенберг (днес в Майшос в Рейнланд-Пфалц).

## Произход
Той е син на граф Дитрих фон Нойенар († 15 юни 1276) и съпругата му Хедвиг фон Кесел († сл. 1276), дъщеря на граф Вилхелм фон Кесел († 1260/1262) и съпругата му фон Лимбург. Брат е на Вилхелм I фон Нойенар († сл. 1307), граф на Нойенар (1276 – 1307), и Кунигунда фон Нойенар († сл. 1329), омъжена пр. 1295 г. за граф Рупрехт II фон Вирнебург, бургграф на Кохем († 1308).

## Фамилия
Първи брак: с Бонета фон Юден († сл. 1291), дъщеря на Даниел Юден, кмет на Кьолн, и Беатрикс фон Хамерщайн. Те имат две дъщери: 
- Демут фон Рйозберг († сл. 1364), омъжена сл. 15 ноември 1339 г. за Герлах II фон Изенбург-Аренфелс-Нойенар († 14 август 1371)
- дъщеря фон Нойенар, омъжена за Йохан фон Керпен-Линстер-Майзембург († сл. 1348)

Втори брак: с фон Арберг-Зафенберг или пр. 13 юли 1312 г. за Агнес фон Керпен. Те имат двама сина:
- Йохан II фон Рйозберг-Хакенбройх († сл. 1363), господар на Рйозберг-Хакенбройх, женен за графиня Мехтилд фон дер Марк († сл. 1342)
- Готхард/Готфрид фон Нойенар († сл. 15 февруари 1369), женен I. между 17 май и 12 октомври 1348 г. за Йохана фон Кесених († 21 февруари 1361), II. сл. 21 февруари 1361 г. за Рихардис ван Дик († сл. 1387)